# Pichucalco
La città di Pichucalco è a capo dell'omonimo comune, nello stato del Chiapas, Messico. Conta 14 017 abitanti secondo le stime del censimento del 2005 e le sue coordinate sono 17°30'N 93°07'W.

## Fondazione
La popolazione di Pichucalco sembra essere fondata nel 1660 con il nome di Domingo Pichucalco, da un gruppo di indios zoque e chontale che si dedicavano alle coltivazioni di cacao e all'allevamento dei maiali. A causa dell'invasione dei Meticci e soprattutto degli stranieri la maggior parte degli abitanti emigrarono a Huimanguillo, nello stato del Tabasco; una volta calmate le acque tornarono e ripopolarono i territori lasciati e gli diedero il nome di Pueblo Nuevo Pichucalco nel 1716.

## Storia
Dal 1983, in seguito alla divisione del Sistema de Planeación, è ubicata nella regione economica V: NORTE.

## Toponimia
Il nome pichucalco significa "Casa dei cinghiali".